# Evangelische Kirche Altweilnau

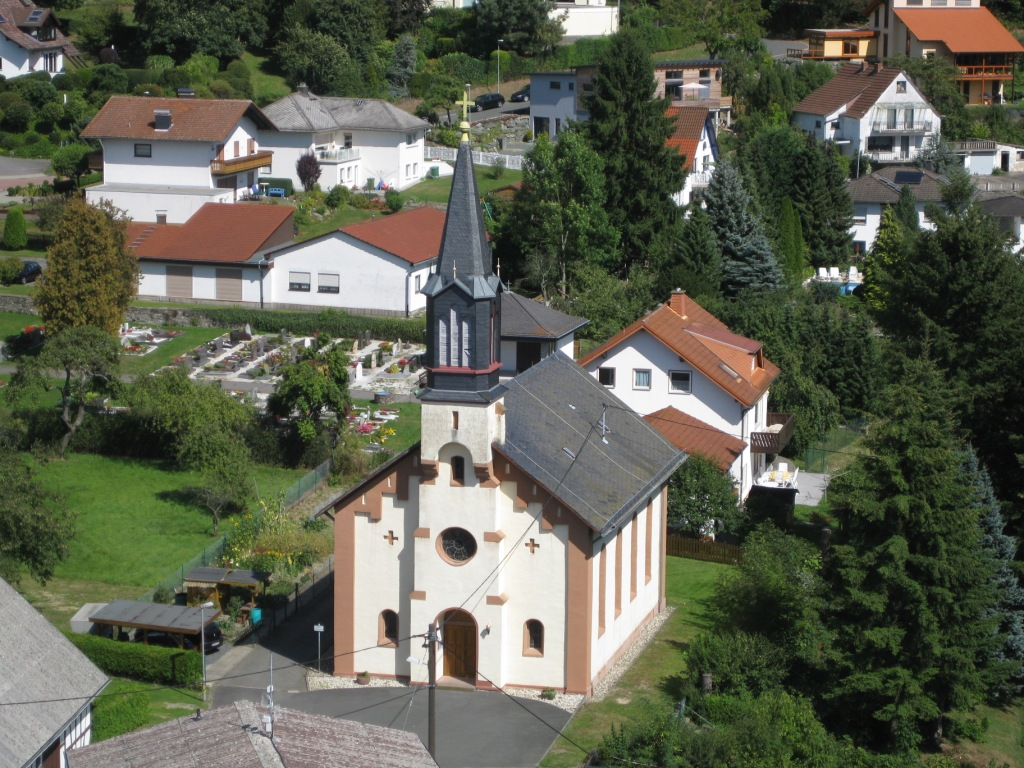
Evangelische Kirche

Die evangelische Kirche ist ein denkmalgeschütztes Kirchengebäude in Altweilnau, einem Ortsteil der Gemeinde Weilrod, im Hochtaunuskreis in Hessen. 
Die Vorgängerkirche war die Katharinen-Kapelle auf dem Burggelände, sie wurde erstmals 1352 erwähnt. Sie wurde 1862 wegen Baufälligkeit gesperrt und 1864 durch den Treisberger Zimmermeister Wolfsheimer abgerissen. Nun nutzten die Altweilnauer die Kirche in Neuweilnau. Die Bewohner von Treisberg und Finsternthal, die ebenfalls zum Kirchspiel Altweilnau gehörten, wichen auf die Kirche in Riedelbach aus.
Am 11. Juni 1865 wurde der Grundstein der heutigen Kirche gelegt. Der Saalbau mit einheitlicher Ausstattung in klassizistischen Formen wurde im gleichen Jahr fertiggestellt. Er ist aus grauen Bruchsteinen errichtet und verputzt.
Die Orgel stammt vom Orgelbauer Daniel Raßmann aus dem Jahr 1837. Die ersten beiden Glocken wurden 1953 gegossen. Die größere hat einen Durchmesser von 0,833 m und eine Masse von 324,5 kg. Die zweite hat einen Durchmesser von 0,750 m. 1966 kam für 2.740 DM die dritte Glocke mit einem Durchmesser von 0,677 m und einer Masse von 167 kg hinzu.
1974 wurde die Kirchengemeinde Weilnau gebildet. Hierzu gehört neben Altweilnau, Treisberg und Finsternthal auch Neuweilnau und Riedelbach. Sie gehört zum Dekanat Hochtaunus der Propstei Rhein-Main der Evangelischen Kirche in Hessen und Nassau.